# Liste de pays sans partis politiques
 (janvier 2021).
Si vous disposez d'ouvrages ou d'articles de référence ou si vous connaissez des sites web de qualité traitant du thème abordé ici, merci de compléter l'article en donnant les références utiles à sa vérifiabilité et en les liant à la section « Notes et références ».
Cet article liste les pays du monde dans lesquels il n'y a pas de parti politique légal. Il y a, dans certains d'entre eux, des groupes d'opposition qui opèrent clandestinement.

## Liste de pays

### Monarchies
- Qatar (partis politiques interdits[1])
- Oman (partis politiques interdits[2])
- Arabie saoudite (partis politiques interdits[3])
- Émirats arabes unis (partis politiques interdits[4])
- Vatican (pas de système électoral)
- Tuvalu (partis politiques inexistants, les candidats sont indépendants)
- Bahreïn (partis politiques interdits[5])
- Koweït (partis politiques inexistants, les candidats sont indépendants[6])

### Républiques
- États fédérés de Micronésie (partis politiques inexistants, les candidats sont indépendants)
- Nauru (partis politiques inexistants, les candidats sont indépendants)
- Palaos (partis politiques inexistants, les candidats sont indépendants)